# Elecciones municipales de 2019 en la provincia de Soria
Las elecciones municipales de 2019 en la provincia de Soria se celebraron el día 26 de mayo.

## Resultados en número de alcaldes
| Partido | Alcaldes salientes | Alcaldes electos | Diferencia |
| PP      | 126                | 91               | 35         |
| PSOE    | 35                 | 61               | 26         |
| PPSO    | 0                  | 17               | 17         |
| Cs      | 7                  | 5                | 2          |
| PODEMOS | 0                  | 2                | 2          |
| Otros   | 14                 | 7                | 7          |
| ------- | ------------------ | ---------------- | ---------- |

 *Estos resultados corresponden a la votación tras las elecciones y podrían variar durante la investidura por los pactos de alternancia.

## Alcaldes salientes y alcaldes electos en municipios de más de 500 habitantes
| Municipio                    | Población | Alcalde saliente             | Partido | Alcalde electo o reelecto      | Partido |
| Ágreda                       | 3.008     | Jesús Manuel Alonso Jiménez  | PSOE    | Jesús Manuel Alonso Jiménez    | PSOE    |
| Almarza                      | 572       | María Ascensión Pérez Gómez  | PP      | María Ascensión Pérez Gómez    | PPSO    |
| Almazán                      | 5.526     | José Antonio de Miguel Nieto | Cs      | Jesús María Cedazo Mínguez     | PSOE    |
| Arcos de Jalón               | 1.489     | Jesús Ángel Peregrina Molina | PP      | Jesús Ángel Peregrina Molina   | PP      |
| Berlanga de Duero            | 877       | María Reyes Oliva Puertas    | PSOE    | Jesús Fernando Barcones Abad   | PSOE    |
| Burgo de Osma-Ciudad de Osma | 4.926     | Jesús Alonso Romero          | PP      | Miguel Cobo Sánchez-Rico       | PP      |
| Covaleda                     | 1.720     | José Antonio Miguel Camarero | PSOE    | José Llorente Alonso           | PSOE    |
| Duruelo de la Sierra         | 1.111     | Jesús Alberto Abad Escribano | PSOE    | Jesús Alberto Abad Escribano   | PSOE    |
| Garray                       | 736       | María José Jiménez Las Heras | PP      | María José Jiménez Las Heras   | PP      |
| Golmayo                      | 2.568     | Benito Serrano Mata          | PP      | Benito Serrano Mata            | PP      |
| Langa de Duero               | 719       | Constantino de Pablo Cob     | PP      | Francisco Javier Barrio Alonso | Cs      |
| Medinaceli                   | 721       | Felipe Utrilla Dupré         | PP      | Felipe Utrilla Dupré           | PP      |
| Navaleno                     | 776       | Paulino Eduardo Herrero Amat | PP      | Raúl de Pablo de Miguel        | PSOE    |
| Ólvega                       | 3.626     | Gerardo Martínez Martínez    | PP      | Elia Jiménez Hernández         | PP      |
| San Esteban de Gormaz        | 3.010     | María Luisa Aguilera Sastre  | PSOE    | María Luisa Aguilera Sastre    | PSOE    |
| San Leonardo                 | 2.047     | Jesús Elvira Martín          | PP      | Belinda Peñalba Marcos         | PSOE    |
| San Pedro Manrique           | 617       | Jesús Hernández Ruiz         | PSOE    | Julián Martínez Calvo          | PP      |
| Soria                        | 39.112    | Carlos Martínez Mínguez      | PSOE    | Carlos Martínez Mínguez        | PSOE    |
| Vinuesa                      | 874       | Asunción Medrano Marina      | PSOE    | Juan Ramón Soria Marina        | PP      |
| ---------------------------- | --------- | ---------------------------- | ------- | ------------------------------ | ------- |

*Estos resultados corresponden a la votación tras las elecciones y podrían variar durante la investidura por los pactos de alternancia.

## Resultados en los municipios de más de 500 habitantes

### Ágreda
- 11 concejales a elegir[8]
- Alcalde saliente: Jesús Manuel Alonso Jiménez - PSOE
- Alcalde electo: Jesús Manuel Alonso Jiménez - PSOE

| Jesús Manuel Alonso Jiménez     | PSOE         | 1.050 | 58,56 % | 7                                                       | 0                                                       |  |  |  |
| María Jesús Ruiz Ruiz           | PPSO         | 446   | 24,87 % | 3                                                       | 3                                                       |  |  |  |
| Francisco Javier Alonso Omeñaca | PP           | 268   | 14,95 % | 1                                                       | 2                                                       |  |  |  |
|                                 |              |       |         |                                                         |                                                         |  |  |  |
| Censo                           | Censo        | 2.299 | 100%    | Concejales electos: P.S.O.E. = 7; P.P.SO. = 3; P.P. = 1 | Concejales electos: P.S.O.E. = 7; P.P.SO. = 3; P.P. = 1 |  |  |  |
| Abstenciones                    | Abstenciones | 487   | 21,18 % | Concejales electos: P.S.O.E. = 7; P.P.SO. = 3; P.P. = 1 | Concejales electos: P.S.O.E. = 7; P.P.SO. = 3; P.P. = 1 |  |  |  |
| Votantes                        | Votantes     | 1.812 | 78,82 % | Concejales electos: P.S.O.E. = 7; P.P.SO. = 3; P.P. = 1 | Concejales electos: P.S.O.E. = 7; P.P.SO. = 3; P.P. = 1 |  |  |  |
| Blancos                         | Blancos      | 29    | 1,62 %  | Concejales electos: P.S.O.E. = 7; P.P.SO. = 3; P.P. = 1 | Concejales electos: P.S.O.E. = 7; P.P.SO. = 3; P.P. = 1 |  |  |  |
| Nulos                           | Nulos        | 19    | 1,05 %  | Concejales electos: P.S.O.E. = 7; P.P.SO. = 3; P.P. = 1 | Concejales electos: P.S.O.E. = 7; P.P.SO. = 3; P.P. = 1 |  |  |  |

### Almarza
- 7 concejales a elegir[9]
- Alcaldesa saliente: María Ascensión Pérez Gómez - PP
- Alcaldesa electa: María Ascensión Pérez Gómez - PPSO

| María Ascensión Pérez Gómez | PPSO         | 236 | 55,14 % | 4                                                       | 4                                                       |  |  |  |
| Carlos Heras Larrad         | PSOE         | 132 | 30,84 % | 2                                                       | 0                                                       |  |  |  |
| María Jesús Zabala Martínez | PP           | 52  | 12,15 % | 1                                                       | 4                                                       |  |  |  |
|                             |              |     |         |                                                         |                                                         |  |  |  |
| Censo                       | Censo        | 518 | 100 %   | Concejales electos: P.P.SO. = 4; P.S.O.E. = 2; P.P. = 1 | Concejales electos: P.P.SO. = 4; P.S.O.E. = 2; P.P. = 1 |  |  |  |
| Abstenciones                | Abstenciones | 83  | 16,02 % | Concejales electos: P.P.SO. = 4; P.S.O.E. = 2; P.P. = 1 | Concejales electos: P.P.SO. = 4; P.S.O.E. = 2; P.P. = 1 |  |  |  |
| Votantes                    | Votantes     | 435 | 83,98 % | Concejales electos: P.P.SO. = 4; P.S.O.E. = 2; P.P. = 1 | Concejales electos: P.P.SO. = 4; P.S.O.E. = 2; P.P. = 1 |  |  |  |
| Blancos                     | Blancos      | 8   | 1,87 %  | Concejales electos: P.P.SO. = 4; P.S.O.E. = 2; P.P. = 1 | Concejales electos: P.P.SO. = 4; P.S.O.E. = 2; P.P. = 1 |  |  |  |
| Nulos                       | Nulos        | 7   | 1,61 %  | Concejales electos: P.P.SO. = 4; P.S.O.E. = 2; P.P. = 1 | Concejales electos: P.P.SO. = 4; P.S.O.E. = 2; P.P. = 1 |  |  |  |

### Almazán
- 13 concejales a elegir[10]
- Alcalde saliente: José Antonio de Miguel Nieto - Cs
- Alcalde electo: Jesús María Cedazo Mínguez - PSOE

| Jesús María Cedazo Mínguez   | PSOE         | 1.354 | 48,86 % | 7                                                       | 1                                                       |  |  |  |
| José Antonio de Miguel Nieto | PPSO         | 1.119 | 40,38 % | 5                                                       | 5                                                       |  |  |  |
| Mónica Machín Lorenzo        | PP           | 255   | 9,2 %   | 1                                                       | 0                                                       |  |  |  |
|                              |              |       |         |                                                         |                                                         |  |  |  |
| Censo                        | Censo        | 4.188 | 100 %   | Concejales electos: P.S.O.E. = 7; P.P.SO. = 5; P.P. = 1 | Concejales electos: P.S.O.E. = 7; P.P.SO. = 5; P.P. = 1 |  |  |  |
| Abstenciones                 | Abstenciones | 1.363 | 32,55 % | Concejales electos: P.S.O.E. = 7; P.P.SO. = 5; P.P. = 1 | Concejales electos: P.S.O.E. = 7; P.P.SO. = 5; P.P. = 1 |  |  |  |
| Votantes                     | Votantes     | 2.825 | 67,45 % | Concejales electos: P.S.O.E. = 7; P.P.SO. = 5; P.P. = 1 | Concejales electos: P.S.O.E. = 7; P.P.SO. = 5; P.P. = 1 |  |  |  |
| Blancos                      | Blancos      | 43    | 1,55 %  | Concejales electos: P.S.O.E. = 7; P.P.SO. = 5; P.P. = 1 | Concejales electos: P.S.O.E. = 7; P.P.SO. = 5; P.P. = 1 |  |  |  |
| Nulos                        | Nulos        | 54    | 1,91 %  | Concejales electos: P.S.O.E. = 7; P.P.SO. = 5; P.P. = 1 | Concejales electos: P.S.O.E. = 7; P.P.SO. = 5; P.P. = 1 |  |  |  |

### Arcos de Jalón
- 9 concejales a elegir[11]
- Alcalde saliente: Jesús Ángel Peregrina Molina - PP
- Alcalde electo: Jesús Ángel Peregrina Molina - PP

| Jesús Ángel Peregrina Molina    | PP           | 423   | 49,65 % | 5                                          | 1                                          |  |  |  |
| Rosa Herrera Gutiérrez          | PSOE         | 308   | 36,15 % | 4                                          | 0                                          |  |  |  |
| María Belén Alejandre Fernández | Cs           | 76    | 8,92 %  | 0                                          | 1                                          |  |  |  |
| María Francisca Huerta Gómez    | VOX          | 32    | 3,76 %  | 0                                          | 0                                          |  |  |  |
|                                 |              |       |         |                                            |                                            |  |  |  |
| Censo                           | Censo        | 1.152 | 100 %   | Concejales electos: P.P. = 5; P.S.O.E. = 4 | Concejales electos: P.P. = 5; P.S.O.E. = 4 |  |  |  |
| Abstenciones                    | Abstenciones | 293   | 25,43 % | Concejales electos: P.P. = 5; P.S.O.E. = 4 | Concejales electos: P.P. = 5; P.S.O.E. = 4 |  |  |  |
| Votantes                        | Votantes     | 859   | 74,57 % | Concejales electos: P.P. = 5; P.S.O.E. = 4 | Concejales electos: P.P. = 5; P.S.O.E. = 4 |  |  |  |
| Blancos                         | Blancos      | 13    | 1,53 %  | Concejales electos: P.P. = 5; P.S.O.E. = 4 | Concejales electos: P.P. = 5; P.S.O.E. = 4 |  |  |  |
| Nulos                           | Nulos        | 7     | 0,81 %  | Concejales electos: P.P. = 5; P.S.O.E. = 4 | Concejales electos: P.P. = 5; P.S.O.E. = 4 |  |  |  |

### Berlanga de Duero
- 7 concejales a elegir[12]
- Alcaldesa saliente: María Reyes Oliva Puertas - PSOE
- Alcalde electo: Jesús Fernando Barcones Abad - PSOE

| Jesús Fernando Barcones Abad | PSOE         | 303 | 55,29 % | 4                                          | 0                                          |  |  |  |
| Enrique Rubio Romero         | PP           | 234 | 42,7 %  | 3                                          | 0                                          |  |  |  |
|                              |              |     |         |                                            |                                            |  |  |  |
| Censo                        | Censo        | 739 | 100 %   | Concejales electos: P.S.O.E. = 4; P.P. = 3 | Concejales electos: P.S.O.E. = 4; P.P. = 3 |  |  |  |
| Abstenciones                 | Abstenciones | 188 | 25,44 % | Concejales electos: P.S.O.E. = 4; P.P. = 3 | Concejales electos: P.S.O.E. = 4; P.P. = 3 |  |  |  |
| Votantes                     | Votantes     | 551 | 74,56 % | Concejales electos: P.S.O.E. = 4; P.P. = 3 | Concejales electos: P.S.O.E. = 4; P.P. = 3 |  |  |  |
| Blancos                      | Blancos      | 11  | 2,01 %  | Concejales electos: P.S.O.E. = 4; P.P. = 3 | Concejales electos: P.S.O.E. = 4; P.P. = 3 |  |  |  |
| Nulos                        | Nulos        | 3   | 0,54 %  | Concejales electos: P.S.O.E. = 4; P.P. = 3 | Concejales electos: P.S.O.E. = 4; P.P. = 3 |  |  |  |

### Burgo de Osma-Ciudad de Osma
- 11 concejales a elegir (se eligen 2 concejales menos que en las elecciones municipales de 2011)[13]
- Alcalde saliente: Jesús Alonso Romero - PP
- Alcalde electo: Miguel Cobo Sánchez-Rico[6] - Independiente tras abandonar el PP en diciembre de 2019[14]

| Antonio Pardo Capilla    | PPSO         | 1.155 | 43,15 % | 5                                                       | 5                                                       |  |  |  |
| Martín Navas Antón       | PSOE         | 899   | 33,58 % | 4                                                       | 1                                                       |  |  |  |
| Miguel Cobo Sánchez-Rico | PP           | 502   | 18,75 % | 2                                                       | 5                                                       |  |  |  |
| Eduardo de Simón Miguel  | Cs           | 77    | 2,88 %  | 0                                                       | 1                                                       |  |  |  |
|                          |              |       |         |                                                         |                                                         |  |  |  |
| Censo                    | Censo        | 3.913 | 100 %   | Concejales electos: P.P.SO. = 5; P.S.O.E. = 4; P.P. = 2 | Concejales electos: P.P.SO. = 5; P.S.O.E. = 4; P.P. = 2 |  |  |  |
| Abstenciones             | Abstenciones | 1.180 | 30,16 % | Concejales electos: P.P.SO. = 5; P.S.O.E. = 4; P.P. = 2 | Concejales electos: P.P.SO. = 5; P.S.O.E. = 4; P.P. = 2 |  |  |  |
| Votantes                 | Votantes     | 2.733 | 69,84 % | Concejales electos: P.P.SO. = 5; P.S.O.E. = 4; P.P. = 2 | Concejales electos: P.P.SO. = 5; P.S.O.E. = 4; P.P. = 2 |  |  |  |
| Blancos                  | Blancos      | 44    | 1,64 %  | Concejales electos: P.P.SO. = 5; P.S.O.E. = 4; P.P. = 2 | Concejales electos: P.P.SO. = 5; P.S.O.E. = 4; P.P. = 2 |  |  |  |
| Nulos                    | Nulos        | 56    | 2,05 %  | Concejales electos: P.P.SO. = 5; P.S.O.E. = 4; P.P. = 2 | Concejales electos: P.P.SO. = 5; P.S.O.E. = 4; P.P. = 2 |  |  |  |

### Covaleda
- 9 concejales a elegir[15]
- Alcalde saliente: José Antonio Miguel Camarero - PSOE
- Alcalde electo: José Llorente Alonso[6] - PSOE

| Eva María Muñoz Herrero           | PP           | 407   | 38,8 %  | 4                                                      | 1                                                      |  |  |  |
| José Llorente Alonso              | PSOE         | 406   | 38,7 %  | 4                                                      | 2                                                      |  |  |  |
| Francisco Javier Hernández García | PPSO         | 197   | 18,78 % | 1                                                      | 1                                                      |  |  |  |
|                                   |              |       |         |                                                        |                                                        |  |  |  |
| Censo                             | Censo        | 1.498 | 100 %   | Concejales electos: P.P. = 4; P.P.SO = 1; P.S.O.E. = 4 | Concejales electos: P.P. = 4; P.P.SO = 1; P.S.O.E. = 4 |  |  |  |
| Abstenciones                      | Abstenciones | 432   | 28,84 % | Concejales electos: P.P. = 4; P.P.SO = 1; P.S.O.E. = 4 | Concejales electos: P.P. = 4; P.P.SO = 1; P.S.O.E. = 4 |  |  |  |
| Votantes                          | Votantes     | 1.066 | 71,16 % | Concejales electos: P.P. = 4; P.P.SO = 1; P.S.O.E. = 4 | Concejales electos: P.P. = 4; P.P.SO = 1; P.S.O.E. = 4 |  |  |  |
| Blancos                           | Blancos      | 39    | 3,72 %  | Concejales electos: P.P. = 4; P.P.SO = 1; P.S.O.E. = 4 | Concejales electos: P.P. = 4; P.P.SO = 1; P.S.O.E. = 4 |  |  |  |
| Nulos                             | Nulos        | 17    | 1,59 %  | Concejales electos: P.P. = 4; P.P.SO = 1; P.S.O.E. = 4 | Concejales electos: P.P. = 4; P.P.SO = 1; P.S.O.E. = 4 |  |  |  |

### Duruelo de la Sierra
- 9 concejales a elegir[16]
- Alcalde saliente: Jesús Alberto Abad Escribano - PSOE
- Alcalde electo: Jesús Alberto Abad Escribano - PSOE

| Jesús Alberto Abad Escribano | PSOE         | 374   | 48,38 % | 5                                                                       | 0                                                                       |  |  |  |
| María Cristina Rubio Blasco  | PP           | 364   | 47,09 % | 4                                                                       | 0                                                                       |  |  |  |
|                              |              |       |         |                                                                         |                                                                         |  |  |  |
| Censo                        | Censo        | 1.006 | 100 %   | Diagrama con los resultados: 5 concejales del PSOE, 4 concejales del PP | Diagrama con los resultados: 5 concejales del PSOE, 4 concejales del PP |  |  |  |
| Abstenciones                 | Abstenciones | 213   | 21,17 % | Diagrama con los resultados: 5 concejales del PSOE, 4 concejales del PP | Diagrama con los resultados: 5 concejales del PSOE, 4 concejales del PP |  |  |  |
| Votantes                     | Votantes     | 793   | 78,83 % | Diagrama con los resultados: 5 concejales del PSOE, 4 concejales del PP | Diagrama con los resultados: 5 concejales del PSOE, 4 concejales del PP |  |  |  |
| Blancos                      | Blancos      | 35    | 4,53 %  | Diagrama con los resultados: 5 concejales del PSOE, 4 concejales del PP | Diagrama con los resultados: 5 concejales del PSOE, 4 concejales del PP |  |  |  |
| Nulos                        | Nulos        | 20    | 2,52 %  | Diagrama con los resultados: 5 concejales del PSOE, 4 concejales del PP | Diagrama con los resultados: 5 concejales del PSOE, 4 concejales del PP |  |  |  |

### Garray
- 7 concejales a elegir[17]
- Alcaldesa saliente: María José Jiménez Las Heras - PP
- Alcaldesa electa: María José Jiménez Las Heras - PP

| María José Jiménez Las Heras | PP           | 294 | 63,36 % | 5                                                               | 0                                                               |  |  |  |
| Alberto Bueno Chamarro       | PSOE         | 127 | 27,37 % | 2                                                               | 0                                                               |  |  |  |
| Rodrigo García Lesmes        | Cs           | 37  | 7,97 %  | 0                                                               | 0                                                               |  |  |  |
|                              |              |     |         |                                                                 |                                                                 |  |  |  |
| Censo                        | Censo        | 600 | 100 %   | Diagrama con los resultados: 5 concejales PP, 2 concejales PSOE | Diagrama con los resultados: 5 concejales PP, 2 concejales PSOE |  |  |  |
| Abstenciones                 | Abstenciones | 123 | 20,5 %  | Diagrama con los resultados: 5 concejales PP, 2 concejales PSOE | Diagrama con los resultados: 5 concejales PP, 2 concejales PSOE |  |  |  |
| Votantes                     | Votantes     | 477 | 79,5 %  | Diagrama con los resultados: 5 concejales PP, 2 concejales PSOE | Diagrama con los resultados: 5 concejales PP, 2 concejales PSOE |  |  |  |
| Blancos                      | Blancos      | 6   | 1,29 %  | Diagrama con los resultados: 5 concejales PP, 2 concejales PSOE | Diagrama con los resultados: 5 concejales PP, 2 concejales PSOE |  |  |  |
| Nulos                        | Nulos        | 13  | 2,73 %  | Diagrama con los resultados: 5 concejales PP, 2 concejales PSOE | Diagrama con los resultados: 5 concejales PP, 2 concejales PSOE |  |  |  |

### Golmayo
- 11 concejales a elegir[18]
- Alcalde saliente: Benito Serrano Mata - PP
- Alcalde electo: Benito Serrano Mata - PP

| Benito Serrano Mata           | PP           | 802   | 58,54 % | 7                                                               | 1                                                               |  |  |  |
| Pedro Casas Soler             | PSOE         | 413   | 30,15 % | 4                                                               | 0                                                               |  |  |  |
| María Rebeca Valderrama Muñoz | PPSO         | 63    | 4,6 %   | 0                                                               | 1                                                               |  |  |  |
| Sergio Gutiérrez Martín       | Cs           | 59    | 4,31 %  | 0                                                               | 0                                                               |  |  |  |
|                               |              |       |         |                                                                 |                                                                 |  |  |  |
| Censo                         | Censo        | 1.874 | 100 %   | Diagrama con los resultados: 7 concejales PP, 4 concejales PSOE | Diagrama con los resultados: 7 concejales PP, 4 concejales PSOE |  |  |  |
| Abstenciones                  | Abstenciones | 485   | 25,88 % | Diagrama con los resultados: 7 concejales PP, 4 concejales PSOE | Diagrama con los resultados: 7 concejales PP, 4 concejales PSOE |  |  |  |
| Votantes                      | Votantes     | 1.389 | 74,12 % | Diagrama con los resultados: 7 concejales PP, 4 concejales PSOE | Diagrama con los resultados: 7 concejales PP, 4 concejales PSOE |  |  |  |
| Blancos                       | Blancos      | 33    | 2,41 %  | Diagrama con los resultados: 7 concejales PP, 4 concejales PSOE | Diagrama con los resultados: 7 concejales PP, 4 concejales PSOE |  |  |  |
| Nulos                         | Nulos        | 19    | 1,37 %  | Diagrama con los resultados: 7 concejales PP, 4 concejales PSOE | Diagrama con los resultados: 7 concejales PP, 4 concejales PSOE |  |  |  |

### Langa de Duero
- 7 concejales a elegir[19]
- Alcalde saliente: Constantino de Pablo Cob - PP
- Alcalde electo: Francisco Javier Barrio Alonso[6] - Cs

| Fernando Martín Lobo           | PP           | 185 | 39,78 % | 3                                                                                      | 1                                                                                      |  |  |  |
| Rosa Pérez Vicente             | PSOE         | 137 | 29,46 % | 2                                                                                      | 1                                                                                      |  |  |  |
| Francisco Javier Barrio Alonso | Cs           | 114 | 24,52 % | 2                                                                                      | 0                                                                                      |  |  |  |
| José María Velázquez Ledesma   | PPSO         | 24  | 5,16 %  | 0                                                                                      | 0                                                                                      |  |  |  |
|                                |              |     |         |                                                                                        |                                                                                        |  |  |  |
| Censo                          | Censo        | 588 | 100 %   | Diagrama con los resultados: 3 concejales PP, 2 concejales PSOE, 2 concejal Ciudadanos | Diagrama con los resultados: 3 concejales PP, 2 concejales PSOE, 2 concejal Ciudadanos |  |  |  |
| Abstenciones                   | Abstenciones | 116 | 19,73 % | Diagrama con los resultados: 3 concejales PP, 2 concejales PSOE, 2 concejal Ciudadanos | Diagrama con los resultados: 3 concejales PP, 2 concejales PSOE, 2 concejal Ciudadanos |  |  |  |
| Votantes                       | Votantes     | 472 | 80,27 % | Diagrama con los resultados: 3 concejales PP, 2 concejales PSOE, 2 concejal Ciudadanos | Diagrama con los resultados: 3 concejales PP, 2 concejales PSOE, 2 concejal Ciudadanos |  |  |  |
| Blancos                        | Blancos      | 5   | 1,08 %  | Diagrama con los resultados: 3 concejales PP, 2 concejales PSOE, 2 concejal Ciudadanos | Diagrama con los resultados: 3 concejales PP, 2 concejales PSOE, 2 concejal Ciudadanos |  |  |  |
| Nulos                          | Nulos        | 7   | 1,48 %  | Diagrama con los resultados: 3 concejales PP, 2 concejales PSOE, 2 concejal Ciudadanos | Diagrama con los resultados: 3 concejales PP, 2 concejales PSOE, 2 concejal Ciudadanos |  |  |  |

### Medinaceli
- 7 concejales a elegir[20]
- Alcalde saliente: Felipe Utrilla Dupré - PP
- Alcalde electo: Felipe Utrilla Dupré - PP

| Felipe Utrilla Dupré       | PP           | 298 | 65,93 % | 5                                                               | 0                                                               |  |  |  |
| María Celia Nájera Casado  | PSOE         | 100 | 22,12 % | 2                                                               | 0                                                               |  |  |  |
| Luis Mariano Ballano Pérez | Cs           | 47  | 10,4 %  | 0                                                               | 0                                                               |  |  |  |
|                            |              |     |         |                                                                 |                                                                 |  |  |  |
| Censo                      | Censo        | 546 | 100 %   | Diagrama con los resultados: 5 concejales PP, 2 concejales PSOE | Diagrama con los resultados: 5 concejales PP, 2 concejales PSOE |  |  |  |
| Abstenciones               | Abstenciones | 91  | 16,67 % | Diagrama con los resultados: 5 concejales PP, 2 concejales PSOE | Diagrama con los resultados: 5 concejales PP, 2 concejales PSOE |  |  |  |
| Votantes                   | Votantes     | 455 | 83,33 % | Diagrama con los resultados: 5 concejales PP, 2 concejales PSOE | Diagrama con los resultados: 5 concejales PP, 2 concejales PSOE |  |  |  |
| Blancos                    | Blancos      | 7   | 1,55 %  | Diagrama con los resultados: 5 concejales PP, 2 concejales PSOE | Diagrama con los resultados: 5 concejales PP, 2 concejales PSOE |  |  |  |
| Nulos                      | Nulos        | 3   | 0,66 %  | Diagrama con los resultados: 5 concejales PP, 2 concejales PSOE | Diagrama con los resultados: 5 concejales PP, 2 concejales PSOE |  |  |  |

### Navaleno
- 7 concejales a elegir[21]
- Alcalde saliente: Paulino Eduardo Herrero Amat - PP
- Alcalde electo: Raúl de Pablo de Miguel - PSOE

| Raúl de Pablo de Miguel      | PSOE         | 310 | 57,62 % | 4                                                               | 1                                                               |  |  |  |
| Paulino Eduardo Herrero Amat | PP           | 219 | 40,71 % | 3                                                               | 1                                                               |  |  |  |
|                              |              |     |         |                                                                 |                                                                 |  |  |  |
| Censo                        | Censo        | 684 | 100 %   | Diagrama con los resultados: 3 concejales PP, 4 concejales PSOE | Diagrama con los resultados: 3 concejales PP, 4 concejales PSOE |  |  |  |
| Abstenciones                 | Abstenciones | 135 | 19,74 % | Diagrama con los resultados: 3 concejales PP, 4 concejales PSOE | Diagrama con los resultados: 3 concejales PP, 4 concejales PSOE |  |  |  |
| Votantes                     | Votantes     | 549 | 80,26 % | Diagrama con los resultados: 3 concejales PP, 4 concejales PSOE | Diagrama con los resultados: 3 concejales PP, 4 concejales PSOE |  |  |  |
| Blancos                      | Blancos      | 9   | 1,67 %  | Diagrama con los resultados: 3 concejales PP, 4 concejales PSOE | Diagrama con los resultados: 3 concejales PP, 4 concejales PSOE |  |  |  |
| Nulos                        | Nulos        | 11  | 2 %     | Diagrama con los resultados: 3 concejales PP, 4 concejales PSOE | Diagrama con los resultados: 3 concejales PP, 4 concejales PSOE |  |  |  |

### Ólvega
- 11 concejales a elegir[22]
- Alcalde saliente: Gerardo Martínez Martínez - PP
- Alcalde electo: Elia Jiménez Hernández[6] - PP

| Elia Jiménez Hernández   | PP           | 905   | 46,72 % | 5 | 2 |  |  |  |
| Judit Villar Lacueva     | PSOE         | 605   | 31,23 % | 4 | 0 |  |  |  |
| José Ángel Tierno Aranda | Cs           | 213   | 11 %    | 1 | 1 |  |  |  |
| Mario Calonge Calvo      | PODEMOS      | 201   | 10,38 % | 1 | 1 |  |  |  |
|                          |              |       |         | | |  |  |  |
| Censo                    | Censo        | 2.713 | 100 %   | Diagrama con los resultados: 5 concejales PP, 4 concejales PSOE, 1 concejal Ciudadanos, 1 concejal Podemos | Diagrama con los resultados: 5 concejales PP, 4 concejales PSOE, 1 concejal Ciudadanos, 1 concejal Podemos |  |  |  |
| Abstenciones             | Abstenciones | 741   | 27,31 % | Diagrama con los resultados: 5 concejales PP, 4 concejales PSOE, 1 concejal Ciudadanos, 1 concejal Podemos | Diagrama con los resultados: 5 concejales PP, 4 concejales PSOE, 1 concejal Ciudadanos, 1 concejal Podemos |  |  |  |
| Votantes                 | Votantes     | 1.972 | 72,69 % | Diagrama con los resultados: 5 concejales PP, 4 concejales PSOE, 1 concejal Ciudadanos, 1 concejal Podemos | Diagrama con los resultados: 5 concejales PP, 4 concejales PSOE, 1 concejal Ciudadanos, 1 concejal Podemos |  |  |  |
| Blancos                  | Blancos      | 13    | 0,67 %  | Diagrama con los resultados: 5 concejales PP, 4 concejales PSOE, 1 concejal Ciudadanos, 1 concejal Podemos | Diagrama con los resultados: 5 concejales PP, 4 concejales PSOE, 1 concejal Ciudadanos, 1 concejal Podemos |  |  |  |
| Nulos                    | Nulos        | 35    | 1,77 %  | Diagrama con los resultados: 5 concejales PP, 4 concejales PSOE, 1 concejal Ciudadanos, 1 concejal Podemos | Diagrama con los resultados: 5 concejales PP, 4 concejales PSOE, 1 concejal Ciudadanos, 1 concejal Podemos |  |  |  |

### San Esteban de Gormaz
- 11 concejales a elegir[23]
- Alcaldesa saliente: María Luisa Aguilera Sastre - PSOE
- Alcaldesa electa: María Luisa Aguilera Sastre - PSOE

| María Luisa Aguilera Sastre           | PSOE         | 867   | 54,73 % | 6                                                                                | 0                                                                                |  |  |  |
| María Vanessa Perdiguero Fresno       | PP           | 524   | 33,08 % | 4                                                                                | 0                                                                                |  |  |  |
| Purificación Vanessa Espinosa Puertas | PPSO         | 171   | 10,8 %  | 1                                                                                | 1                                                                                |  |  |  |
|                                       |              |       |         |                                                                                  |                                                                                  |  |  |  |
| Censo                                 | Censo        | 2.367 | 100 %   | Diagrama con los resultados: 4 concejales PP, 6 concejales PSOE, 1 concejal PPSO | Diagrama con los resultados: 4 concejales PP, 6 concejales PSOE, 1 concejal PPSO |  |  |  |
| Abstenciones                          | Abstenciones | 758   | 32,02 % | Diagrama con los resultados: 4 concejales PP, 6 concejales PSOE, 1 concejal PPSO | Diagrama con los resultados: 4 concejales PP, 6 concejales PSOE, 1 concejal PPSO |  |  |  |
| Votantes                              | Votantes     | 1.609 | 67,98 % | Diagrama con los resultados: 4 concejales PP, 6 concejales PSOE, 1 concejal PPSO | Diagrama con los resultados: 4 concejales PP, 6 concejales PSOE, 1 concejal PPSO |  |  |  |
| Blancos                               | Blancos      | 22    | 1,39 %  | Diagrama con los resultados: 4 concejales PP, 6 concejales PSOE, 1 concejal PPSO | Diagrama con los resultados: 4 concejales PP, 6 concejales PSOE, 1 concejal PPSO |  |  |  |
| Nulos                                 | Nulos        | 25    | 1,55 %  | Diagrama con los resultados: 4 concejales PP, 6 concejales PSOE, 1 concejal PPSO | Diagrama con los resultados: 4 concejales PP, 6 concejales PSOE, 1 concejal PPSO |  |  |  |

### San Leonardo
- 11 concejales a elegir[24]
- Alcalde saliente: Jesús Elvira Martín - PP
- Alcalde electo: Belinda Peñalba Marcos[6] - PSOE

| Belinda Peñalba Marcos           | PSOE         | 514   | 43,89 % | 5 | 2 |  |  |  |
| Jesús Elvira Martín              | PPSO         | 402   | 34,33 % | 4 | 4 |  |  |  |
| Mario de Miguel Pascual          | PP           | 191   | 16,31 % | 2 | 5 |  |  |  |
| Gervasio Pedro Pablo García Oteo | Cs           | 53    | 4,53 %  | 0 | 1 |  |  |  |
|                                  |              |       |         | | |  |  |  |
| Censo                            | Censo        | 1.619 | 100 %   | Diagrama con los resultados: 2 concejales PP, 5 concejales PSOE, 4 concejal PPSO, 1 concejal Podemos | Diagrama con los resultados: 2 concejales PP, 5 concejales PSOE, 4 concejal PPSO, 1 concejal Podemos |  |  |  |
| Abstenciones                     | Abstenciones | 431   | 26,62 % | Diagrama con los resultados: 2 concejales PP, 5 concejales PSOE, 4 concejal PPSO, 1 concejal Podemos | Diagrama con los resultados: 2 concejales PP, 5 concejales PSOE, 4 concejal PPSO, 1 concejal Podemos |  |  |  |
| Votantes                         | Votantes     | 1.188 | 73,38 % | Diagrama con los resultados: 2 concejales PP, 5 concejales PSOE, 4 concejal PPSO, 1 concejal Podemos | Diagrama con los resultados: 2 concejales PP, 5 concejales PSOE, 4 concejal PPSO, 1 concejal Podemos |  |  |  |
| Blancos                          | Blancos      | 11    | 0,94 %  | Diagrama con los resultados: 2 concejales PP, 5 concejales PSOE, 4 concejal PPSO, 1 concejal Podemos | Diagrama con los resultados: 2 concejales PP, 5 concejales PSOE, 4 concejal PPSO, 1 concejal Podemos |  |  |  |
| Nulos                            | Nulos        | 17    | 1,43 %  | Diagrama con los resultados: 2 concejales PP, 5 concejales PSOE, 4 concejal PPSO, 1 concejal Podemos | Diagrama con los resultados: 2 concejales PP, 5 concejales PSOE, 4 concejal PPSO, 1 concejal Podemos |  |  |  |

### San Pedro Manrique
- 7 concejales a elegir[25]
- Alcalde saliente: Jesús Hernández Ruiz - PSOE
- Alcalde electo: Julián Martínez Calvo - PP

| Julián Martínez Calvo  | PP                                                        | 183 | 57,73 % | 5 | 3 |  |  |  |
| Diego Castillo Jiménez | AGRUPACIÓN DE ELECTORES POR SAN PEDRO MANRIQUE Y PEDANÍAS | 97  | 30,6 %  | 2 | 2 |  |  |  |
| Jesús Hernández Ruiz   | PSOE                                                      | 33  | 10,41 % | 0 | 5 |  |  |  |
|                        |                                                           |     |         | | |  |  |  |
| Censo                  | Censo                                                     | 420 | 100 %   | Diagrama con los resultados: 5 concejales PP, 2 concejales agrupación de electores por San Pedro Manrique y pedanías | Diagrama con los resultados: 5 concejales PP, 2 concejales agrupación de electores por San Pedro Manrique y pedanías |  |  |  |
| Abstenciones           | Abstenciones                                              | 99  | 23,57 % | Diagrama con los resultados: 5 concejales PP, 2 concejales agrupación de electores por San Pedro Manrique y pedanías | Diagrama con los resultados: 5 concejales PP, 2 concejales agrupación de electores por San Pedro Manrique y pedanías |  |  |  |
| Votantes               | Votantes                                                  | 321 | 76,43 % | Diagrama con los resultados: 5 concejales PP, 2 concejales agrupación de electores por San Pedro Manrique y pedanías | Diagrama con los resultados: 5 concejales PP, 2 concejales agrupación de electores por San Pedro Manrique y pedanías |  |  |  |
| Blancos                | Blancos                                                   | 4   | 1,26 %  | Diagrama con los resultados: 5 concejales PP, 2 concejales agrupación de electores por San Pedro Manrique y pedanías | Diagrama con los resultados: 5 concejales PP, 2 concejales agrupación de electores por San Pedro Manrique y pedanías |  |  |  |
| Nulos                  | Nulos                                                     | 4   | 1,25 %  | Diagrama con los resultados: 5 concejales PP, 2 concejales agrupación de electores por San Pedro Manrique y pedanías | Diagrama con los resultados: 5 concejales PP, 2 concejales agrupación de electores por San Pedro Manrique y pedanías |  |  |  |

### Soria
- 21 concejales a elegir[26]
- Alcalde saliente: Carlos Martínez Mínguez - PSOE
- Alcalde electo: Carlos Martínez Mínguez - PSOE

| Carlos Martínez Mínguez          | PSOE         | 9.310  | 49,52 % | 12                                                                                                   | 1 |  |  |  |
| María Yolanda de Gregorio Pachón | PP           | 4.353  | 23,15 % | 6 | 1 |  |  |  |
| Jesús de Lozar de Grado          | Cs           | 1.592  | 8,47 %  | 2 | 1 |  |  |  |
| María Luisa Muñoz González       | PODEMOS      | 1.160  | 6,17 %  | 1 | 1 |  |  |  |
| Teresa Madrid Molina             | EN COMÚN     | 741    | 3,94 %  | 0 | 2 |  |  |  |
| Álvaro Martínez Pena             | VOX          | 736    | 3,91 %  | 0 | 0 |  |  |  |
| Ana María Fernández Araque       | PPSO         | 660    | 3,51 %  | 0 | 0 |  |  |  |
|                                  |              |        |         | | |  |  |  |
| Censo                            | Censo        | 30.136 | 100 %   | Diagrama con los resultados: 12 concejales PSOE, 6 concejales PP, 2 concejales Ciudadanos, 1 Podemos | Diagrama con los resultados: 12 concejales PSOE, 6 concejales PP, 2 concejales Ciudadanos, 1 Podemos |  |  |  |
| Abstenciones                     | Abstenciones | 11.141 | 36,97 % | Diagrama con los resultados: 12 concejales PSOE, 6 concejales PP, 2 concejales Ciudadanos, 1 Podemos | Diagrama con los resultados: 12 concejales PSOE, 6 concejales PP, 2 concejales Ciudadanos, 1 Podemos |  |  |  |
| Votantes                         | Votantes     | 18.995 | 63,03 % | Diagrama con los resultados: 12 concejales PSOE, 6 concejales PP, 2 concejales Ciudadanos, 1 Podemos | Diagrama con los resultados: 12 concejales PSOE, 6 concejales PP, 2 concejales Ciudadanos, 1 Podemos |  |  |  |
| Blancos                          | Blancos      | 250    | 1,33 %  | Diagrama con los resultados: 12 concejales PSOE, 6 concejales PP, 2 concejales Ciudadanos, 1 Podemos | Diagrama con los resultados: 12 concejales PSOE, 6 concejales PP, 2 concejales Ciudadanos, 1 Podemos |  |  |  |
| Nulos                            | Nulos        | 193    | 1,02 %  | Diagrama con los resultados: 12 concejales PSOE, 6 concejales PP, 2 concejales Ciudadanos, 1 Podemos | Diagrama con los resultados: 12 concejales PSOE, 6 concejales PP, 2 concejales Ciudadanos, 1 Podemos |  |  |  |

### Vinuesa
- 7 concejales a elegir[28]
- Alcaldesa saliente: Asunción Medrano Marina - PSOE
- Alcaldesa electa: Juan Ramón Soria Marina - PP

| Juan Ramón Soria Marina     | PP           | 260 | 48,51 % | 4                                                               | 2                                                               |  |  |  |
| Asunción Medrano Marina     | PSOE         | 217 | 40,49 % | 3                                                               | 2                                                               |  |  |  |
| José Miguel Álvarez Alcázar | PPSO         | 42  | 7,84 %  | 0                                                               | 0                                                               |  |  |  |
|                             |              |     |         |                                                                 |                                                                 |  |  |  |
| Censo                       | Censo        | 727 | 100 %   | Diagrama con los resultados: 3 concejales PSOE, 4 concejales PP | Diagrama con los resultados: 3 concejales PSOE, 4 concejales PP |  |  |  |
| Abstenciones                | Abstenciones | 180 | 24,76 % | Diagrama con los resultados: 3 concejales PSOE, 4 concejales PP | Diagrama con los resultados: 3 concejales PSOE, 4 concejales PP |  |  |  |
| Votantes                    | Votantes     | 547 | 75,24 % | Diagrama con los resultados: 3 concejales PSOE, 4 concejales PP | Diagrama con los resultados: 3 concejales PSOE, 4 concejales PP |  |  |  |
| Blancos                     | Blancos      | 17  | 3,17 %  | Diagrama con los resultados: 3 concejales PSOE, 4 concejales PP | Diagrama con los resultados: 3 concejales PSOE, 4 concejales PP |  |  |  |
| Nulos                       | Nulos        | 11  | 2,01 %  | Diagrama con los resultados: 3 concejales PSOE, 4 concejales PP | Diagrama con los resultados: 3 concejales PSOE, 4 concejales PP |  |  |  |

## Elección de la Diputación Provincial
De acuerdo con el Título V de la Ley Orgánica 5/1985, de 19 de junio, del Régimen Electoral General los diputados provinciales son electos indirectamente por los concejales. Por la población de la provincia, la Diputación de Soria está integrada por 25 diputados.
Actúan como circunscripciones electorales para la elección de diputados los Partidos Judiciales existentes en 1979, y a cada Partido Judicial le corresponde elegir el siguiente número de diputados:
| Partido Judicial             | Diputados a elegir (2019) |
| Almazán                      | 5                         |
| Burgo de Osma-Ciudad de Osma | 5                         |
| Soria                        | 15                        |
| ---------------------------- | ------------------------- |

### Resultados globales
| Lista | Votos  | Diputados | Variación |
| PSOE  | 21.119 | 12        | 0         |
| PP    | 15.022 | 9         | 2         |
| PPSo  | 5.483  | 3         | 3         |
| Cs    | 2.592  | 1         | 1         |
| ----- | ------ | --------- | --------- |

### Resultados por partido judicial
- Almazán[31]

| Lista | Votos | Diputados | Variación |
| PSOE  | 2.794 | 2         | 0         |
| PP    | 2.298 | 2         | 0         |
| PPSo  | 1.451 | 1         | 1         |
| ----- | ----- | --------- | --------- |

- Burgo de Osma-Ciudad de Osma[32]

| Lista | Votos | Diputados | Variación |
| PSOE  | 3.008 | 2         | 0         |
| PP    | 2.132 | 2         | 1         |
| PPSo  | 1.965 | 1         | 1         |
| ----- | ----- | --------- | --------- |

- Soria[33]

| Lista | Votos  | Diputados | Variación |
| PSOE  | 15.317 | 8         | 0         |
| PP    | 10.592 | 5         | 1         |
| PPSo  | 2.067  | 1         | 1         |
| Cs    | 2.026  | 1         | 0         |
| ----- | ------ | --------- | --------- |